# Bueve de Commarchis
Bueve de Commarchis est une chanson de geste du Cycle de Guillaume d'Orange. Composée au XIIe siècle par Adenet le Roi, elle nous est parvenue incomplète.